# Yŏmju-ŭp
Yŏmju-ŭp är en ort i Nordkorea.   Den ligger i provinsen Norra P'yŏngan, i den västra delen av landet, 140 km nordväst om huvudstaden Pyongyang. Yŏmju-ŭp ligger 15 meter över havet och antalet invånare är 9 437.
Terrängen runt Yŏmju-ŭp är platt åt sydväst, men åt nordost är den kuperad.  Runt Yŏmju-ŭp är det tätbefolkat, med 411 invånare per kvadratkilometer. Det finns inga andra samhällen i närheten. Trakten runt Yŏmju-ŭp består till största delen av jordbruksmark.